# Félix Lichnowsky
Félix María Vincenz Andreas, príncipe de Lichnowsky y conde de Werdenberg (Viena, 5 de abril de 1814-Fráncfort del Meno, 18 de septiembre de 1848), fue un militar y político en Alemania y en España.

## En Alemania
El príncipe Félix Lichnowsky era terrateniente en Silesia, ostentando los títulos de príncipe de Lichnowsky, conde de Werdenberg y señor de Woschütz. Tenía cuatro mayorazgos y el señorío de Grätz. Poseía en la Silesia austriaca una ciudad y 19 poblados y otros 26 poblados en la Silesia de Prusia. Culto, amante de la literatura, el arte y la música. Su abuelo, protector de Beethoven, fue dedicatario de la segunda sinfonía.

## En España
Su espíritu aventurero y romántico le trajo en 1837 a España, alistándose en el ejército carlista, participando en la Primera Guerra Carlista. «...Vino a España atraído por el brillo de aquella guerra...». Esta guerra se estaba desarrollando desde 1833 al pretender Carlos María Isidro de Borbón disputar el trono a su sobrina la reina Isabel II.
Bien provisto de dinero, caballos, equipaje, cartas de recomendación, y con dos criados, partió desde Suiza finalizando el mes de febrero de 1837, atravesó Francia, llegó a Bayona el día 3 de marzo, contactó con enlaces franceses que servían a los carlistas y que le encontraron como guía al mismo contrabandista francés que en julio de 1834 había conducido al pretendiente hasta Navarra. Dos días después marchó a Sara y al siguiente día, vestido como aldeano vasco, con su guía que no paraba de hablarle en vascuence, idioma que Lichnowsky no entendía, por lo que no hacía más que contestar a su interlocutor con «Bai, jauna» («Sí, señor»), todo ello para engañar a los numerosos agentes de la policía francesa que vigilaban la frontera, para impedir el paso de ciudadanos europeos a la frontera española dominada por los carlistas. Sin contratiempo alguno, a pleno día, tras unas pocas horas de marcha, el guía le dejó en Zugarramurdi, localidad española en la que los carlistas tenían establecido un retén para acoger a los europeos que venían a alistarse en sus filas. Al llegar se fijó en que había frontón para jugar a la pelota y le contaron que muy cerca existía una famosa cueva. Fue conducido a Irún, donde, mientras esperaba que de la corte del pretendiente llegase el comunicado de que era aceptado, se le reunieron sus criados que con los caballos y el equipaje habían atravesado también la frontera. Mientras esperaba se alojó en un buen hotel donde «...la mesa era excelente: los mejores pescados, los manjares más exquisitos abundaban; el vino, oscuro de color, era muy fuerte (tinto de la Rioja). Se transporta en odres a Guipúzcoa y con el viaje mejora y resulta excelente».
Recibió su uniforme, que consistía en un grueso chaquetón azul, un pantalón rojo y boina roja con borla de plata, y fue llevado a la corte del pretendiente, donde quedó asombrado por la multitud de ministerios con su correspondiente personal dedicados a llevar los asuntos de estado. Según él, «...un buen secretario y un honrado cajero hubieran bastado para hacer marchar mucho mejor los asuntos». Fue presentado al pretendiente y ascendido a general de brigada, y días después conoció al infante Sebastián, participando con él en la fase final de la batalla de Oriamendi. Formó parte de la Expedición Real que abandonó Navarra el 19 de marzo de 1837 y que por el Alto Aragón, Cataluña, Valencia, Teruel se presentó, tras haber librado batallas en Huesca, Barbastro, Grá, Chiva y Villar de los Navarros, enfrentándose con desigual suerte a los ejércitos isabelinos, llegó ante Madrid el 12 de septiembre de 1837, y sin haber realizado el menor intento de asaltar la ciudad, se retiró, habiendo sufrido grandes pérdidas y completamente desmoralizada, al territorio vasconavarro del que había partido.
En julio de 1838 recibió el encargo de realizar misiones diplomáticas, quizás también financieras, en Alemania y Austria, aunque nada cuenta en sus memorias sobre estas misiones. Salió de España nuevamente con la ayuda de contrabandistas vasco-franceses y tras realizar gestiones en París, Salzburgo, Viena y Módena, embarcó en Génova, desembarcó en Marsella, paró en Burdeos donde visitó a dos hijas de Rafael Maroto y volvió a entrar en Navarra con la ayuda de un contrabandista, que esta vez se ayudaba con un perro adiestrado que avisaba la cercanía de los gendarmes franceses. Maroto había sido nombrado jefe del ejército carlista del Norte y Lichnowsky, que durante su estancia desde febrero de 1837 había entrado en contacto con las personas más influyentes del bando carlista en el territorio vasco-navarro, fue testigo de cómo se acrecentaban las rencillas y los odios que habían de llevar a la descomposición del ejército, que se vería obligado a claudicar en Vergara al año siguiente. Descontento del ambiente que reinaba y aconsejado por Vicente González Moreno, pidió y obtuvo permiso para trasladarse a Cataluña para ponerse a las órdenes del conde España. Harto de realizar la travesía de la frontera con la ayuda de contrabandistas, llegó a la frontera francesa, pidió a los gendarmes hablar con su jefe, al que le dijo que ya había atravesado unas cuantas veces la frontera, burlando la vigilancia de los gendarmes franceses y que, o le dejaba pasar esta vez la frontera mediante un salvoconducto o volvería a utilizar a un contrabandista como guía, pero que antes encargaría en uno de los periódicos de Bayona la publicación de una nota en la que anunciaría el día y hora en que realizaría el paso y que, una vez llegado a Burdeos, publicaría nuevamente una nota con su «agradecimiento a las autoridades francesas por haberme dejado pasar, a pesar de mi aviso».
La sorprendente propuesta tuvo éxito y pudo cruzar «...en pleno día, vestido con mi uniforme carlista...». Viajó por Francia, siendo siempre recibido por importantes personajes militares, políticos y nobles del país, hasta Perpiñán. Allí se puso nuevamente en manos de contrabandistas, que no eran duchos como los vasco-franceses, ya que perdió sus caballos y su equipaje durante la travesía de los Pirineos, aunque los volvió a recuperar más tarde, llegando a Ceret, primer pueblo carlista.
Durante su estancia en España se interesó por los palacios, iglesias y conventos que encontraba en su itinerario. Así dice que en Villar de los Navarros vio una «Coronación de la Virgen», por Herrera el Viejo; en el palacio del Infantado, en Guadalajara, contempló el retrato de la princesa de Éboli, y en Covarrubias descubrió un Durero.

## Final

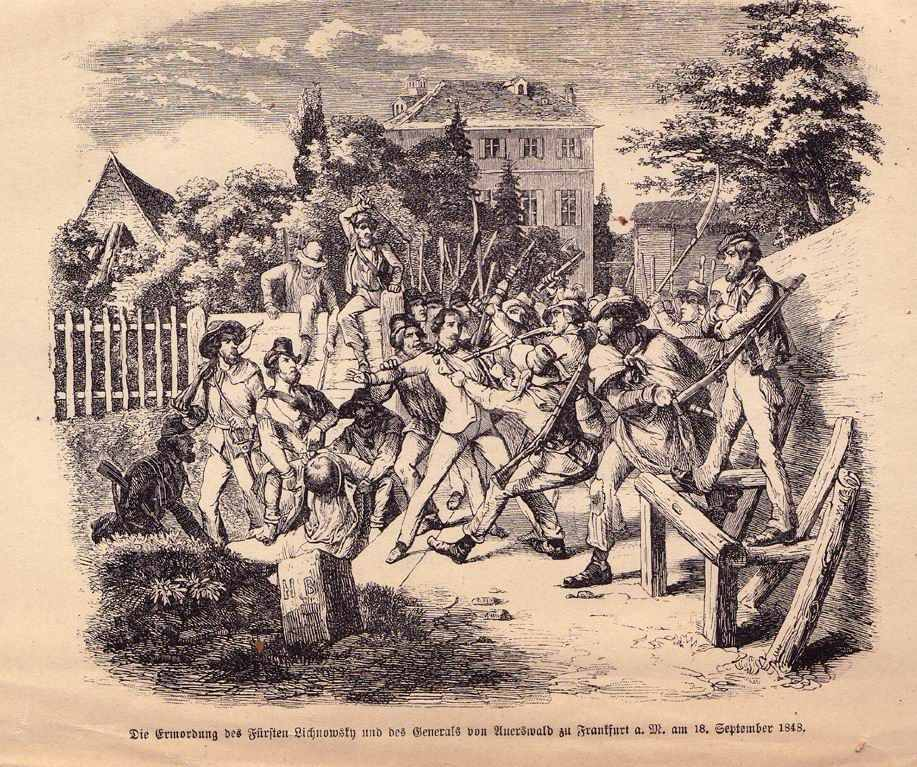
Asesinato del príncipe Lichnowsky y el general von Auerswald.

Habiendo vuelto a Prusia, fue nombrado por aquel gobierno agregado militar para con los carlistas, cargo que ocupó hasta 1840. Convertido en un importante líder de los terratenientes de la Alta Silesia, fue elegido diputado primero en el Parlamento de Prusia y luego en la Asamblea de Fráncfort en 1848; en ésta tuvo el encargo de salvaguardar los intereses de los conservadores junker.
Después de la decepcionante Tregua de Malmö con Dinamarca, obtenida por Lichnowski, precisamente, y por los generales Friedrich von Wrangel y Hans von Auerswald, fue atacado por la multitud y asesinado junto con su escolta y von Auerswald.

## Obras
- Erinnerungen aus de Jahren 1837, 1838 und 1839. Fráncfort del Meno, 1848. 2.ª edición en 1848. Edición francesa: Souvenirs de la guerre civile en Espagne (1837 a 1839). París 1844. Edición española: Príncipe Félix Lichnowsky. Recuerdos de la Guerra Carlista (1837–1839). Madrid, 1942.